# 尼济勒孔特
尼济勒孔特（法語：Nizy-le-Comte，法語發音：[nizi lə kɔ̃t]）是法国上法兰西大区埃纳省的一个市镇，位于该省东部，属于拉昂区。

## 地理
尼济勒孔特（49°34'7"N, 4°3'17"E）面积31.53 平方千米，位于法国上法蘭西大區埃纳省，该省份为法国北部内陆省份，北起北部省，西接索姆省和瓦兹省，东临阿登省和马恩省，西南至塞纳-马恩省，东北部与比利时接壤
与尼济勒孔特接壤的市镇（或旧市镇、城区）包括：迪济勒格罗、拉皮永、洛尔、拉马尔迈松、拉塞尔沃、锡索讷、小圣康坦、勒图尔。

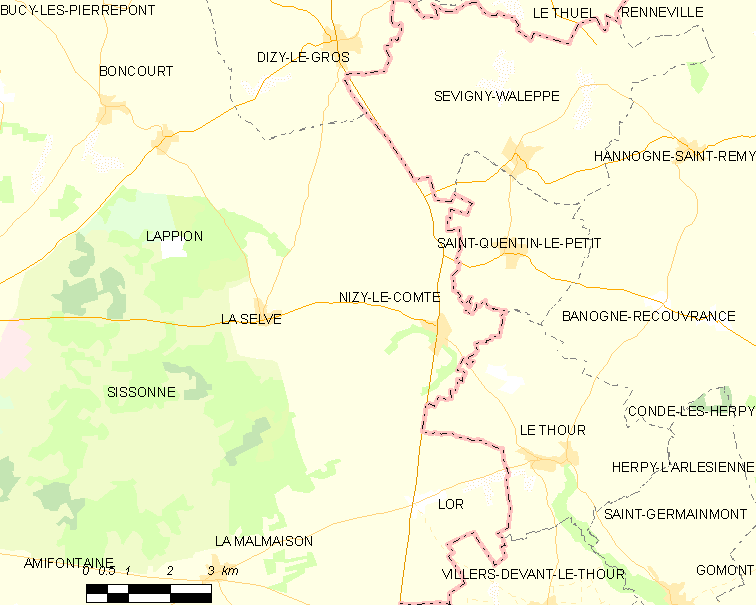
尼济勒孔特的OSM定位图

尼济勒孔特的时区为UTC+01:00、UTC+02:00（夏令时）。

## 行政
尼济勒孔特的邮政编码为02150，INSEE市镇编码为02553。

## 政治
尼济勒孔特所属的省级选区为埃纳河畔新城县。

## 人口

1962-2008年间尼济勒孔特人口变化图示

尼济勒孔特于2022年1月1日时的人口数量为232人。